# English Masters 1988
Das English Masters 1988 im Badminton fanden vom 13. bis zum 16. Oktober 1988 in Preston, England, statt. Das Preisgeld betrug 90.000 US-Dollar, wodurch das Turnier als 4-Sterne-Turnier innerhalb des World Badminton Grand Prix 1988 eingestuft wurde. Das Turnier erhielt durch den Sponsor den Namen Carlsberg Classic.

## Finalresultate
| Disziplin    | Sieger                        | Finalist                     | Ergebnis         |
| ------------ | ----------------------------- | ---------------------------- | ---------------- |
| Herreneinzel | Morten Frost                  | Ardy Wiranata                | 15:8, 15:8       |
| Dameneinzel  | Li Lingwei                    | Han Aiping                   | 4:11, 11:5, 12:9 |
| Herrendoppel | Li Yongbo Tian Bingyi         | Jalani Sidek Razif Sidek     | 15:11, 15:4      |
| Damendoppel  | Lin Ying Guan Weizhen         | Gillian Clark Sara Sankey    | 15:8, 15:6       |
| Mixed        | Jesper Knudsen Nettie Nielsen | Steen Fladberg Gillian Clark | 15:11, 15:6      |